# Finn Ziegler
Finn Ziegler f. Finn Ziegler Holm (født 24. november 1935 i Rødovre, død 10. december 2005 i Brønshøj) var en dansk jazzviolinist og -vibrafonist.
Han blev uddannet som violinist på Det Kongelige Danske Musikkonservatorium, men fandt hurtigt ud af, inspireret af Svend Asmussen, at det var jazzmusikken, der stod hans hjerte nærmest.
Han har medvirket på omkring 1000 pladeindspilninger og optrådte sammen med mange af jazzens store navne. Også en håndfuld soloplader blev det til, senest i 2003.
Med først og fremmest jazzforbillederne Stan Getz, vibrafonisten Milt Jackson og violinisterne Svend Asmussen/Stuff Smith i bagagen fik Finn Ziegler gang i jazzkarrieren, der i over fem årtier stilistisk bragte ham vidt omkring. Ved siden af egne grupper optrådte han i talrige sammenhænge. Fx i 1950'erne med Finn Savery, Erik Moseholm og Ib Glindemanns orkester. Fra 1970'erne med Radioens Big Band som solist, leder og menigt medlem.
I 1990'erne spillede han med Jan Kaspersen, Jazzkapelmesterens Kapel og Klüvers Big Band. Han var også meget benyttet af radio og TV, som var stærkt medvirkende til, at han brændte sig fast på nethinden hos en stor del af den danske befolkning.
En betydelig del af Finn Zieglers virke som jazzmusiker fandt sted på to spillesteder/værtshuse, som han derfor også meget naturligt er blevet stærkt identificeret med. I 1990'erne var det Finn Zieglers Hjørne på Frederiksberg og fra begyndelsen af 1970'erne La Fontaine, som han var medejer af frem til 1986. Han var med til at gøre Fontaine til et af Københavns mest afholdte jamsession steder. Det var tiden på La Fontaine, der skabte hans ry hos udenlandske musikere, som gæstede byen/landet, og lagde vejen forbi, når de havde afsluttet deres jobs andetsteds.
Han opstrådte også flere gange i udlandet, bl.a. i Paris på klubben Caveau de la Huchette med ejeren af klubben, vibrafonisten Dany Doriz, som Ziegler indspillede et album med, "Fiddlin'in Rhythm (1999).[kilde mangler]
Finn Ziegler døde den 10. december 2005 70 år gammel efter at være blevet opereret for cancer i kæben.
Han er begravet på Brønshøj Kirkegård.

## Diskografi

### Albums
- 1977: Live A La Fontaine
- 1982: Finn Ziegler 2
- 1988: Finn Ziegler Spiller Kai Normann Andersen
- 1994: The Heat's On m. Klüvers Big Band
- 1995: Finn Ziegler's Hjørne
- 1998: Out Of Sight m. Jan Kaspersen
- 1999: Fiddlin' In Rhythm